# Саом Саран
Саом Саран (кхмер. សោមសារ៉ន, нар. 1945 або 1946, Кампонгтям) — камбоджійський футболіст, який грав на позиції півзахисника, та камбоджійський футбольний тренер. З 2005 року він є заступником директора департаменту пенсійного забезпечення ветеранів міністерства соцполітики Камбоджі.

## Ранні роки життя
Саом Саран виріс у місті Кампонгтям, де розпочав займатися футболом у віці 16 років, і пізніше переїхав до столиці країни Пномпеня.

## Кар'єра футболіста
Саом Саран був гравцем збірної Камбоджі з футболу. Він був капітаном збірної в 1972 році, коли вона зайняла четверте місце на Кубку Азії 1972 року.
Після того, як до влади прийшли червоні кхмери, він був змушений втекти до В'єтнаму, де професійно грав у футбол до 1980 року, оскільки населенню було дозволено займатися спортом. Деякі з його товаришів по команді були змушені працювати в сільському господарстві. Саом Саран знову грав у національній збірній після її відновлення у 1980 році, та грав у її складі до 1994 року. Коли Саом повернувся, з попередньої команди, яка востаннє грала до приходу червоних кхмерів, лише 6 гравців залишились у живих.

## Тренерська кар'єра
У 2003 році Саом Саран став головним тренером збірної Камбоджі з футболу, під час керівництва збірною він натякав, що її гравці залучені до гри на ставках. Було проведено розслідування, але Федерація футболу Камбоджі спростувала ці звинувачення. Він працював головним тренером збірної Камбоджі до 2005 року, та керував її діями у фіналі Кубка Тигра 2004 року, у тому числі в грі проти збірної В'єтнаму. Його команда переважно складалася з гравців віком від 20 до 21 року.